# 李汝求
李汝求 （1954年5月—），男，广东东莞人，中華人民共和國政治人物。毕业于华南师范大学科学技术哲学专业，在职研究生学历。退休前为东莞市正厅级干部。

## 生平
1972年参加中国人民解放军，历任雷达兵、班长、分队长、参谋。
1986年任东莞市委调查研究室干事。1988年任东莞市委政策研究室调研科副科长。1990年任东莞市委政策研究室信息科科长。1990年任东莞市委办公室信息科科长。1994年任东莞市委副秘书长。1996年任东莞市委副秘书长、市纪委副书记。1997年任东莞市纪委副书记、监察局局长。1998年任东莞市委常委、纪委书记、监察局局长。1999年任东莞市委常委、纪委书记。
2001年任惠州市委副书记、纪委书记。2006年任惠州市委副书记、副市长、代市长。2007年任惠州市委副书记、市长。2011年调任香港中联办。2015年7月在东莞市正厅级干部位上退休。
2023年6月2日，中共广东省纪律检查委员会、广东省监察委员会发布消息，指李汝求涉嫌严重违纪违法，已在接受纪律审查及监察调查。